# Nitocrella rhodiensis
Nitocrella rhodiensis is een eenoogkreeftjessoort uit de familie van de Ameiridae. De wetenschappelijke naam van de soort is voor het eerst geldig gepubliceerd in 1983 door Pesce.